# Maison Cros
La maison Cros est une maison située à Azille, en France.

## Localisation
La maison est située sur la commune d'Azille, dans le département français de l'Aude.

## Historique
L'édifice est inscrit au titre des monuments historiques en 1948.